# Francisco Trénor Palavicino

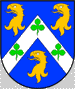
Escut de la família Trénor

Francisco Trénor y Palavicino (València, 23 de juny de 1873 - 17 de febrer de 1935) fou un advocat, aristòcrata i polític valencià, comte de Trénor, diputat a les Corts Espanyoles durant la restauració borbònica.

## Biografia
Era fill de Tomás Trénor y Bucelli, i heretà el títol de comte el 1911. També fou germà de l'escriptor Leopold Trènor i Palavicino i del polític Tomás Trénor Palavicino. Es llicencià en dret i milità al Partit Conservador, amb el que fou elegit diputat a les eleccions generals espanyoles de 1910 pel districte de Sagunt en substitució de Ramón de Castro Artacho. També fou nomenat senador per la província de València i diputat provincial el 1918-1919. Fou gentilhome de cambra de Sa Majestat el Rei i gran creu de l'orde d'Isabel la Catòlica.